# Wolfgang Kofler

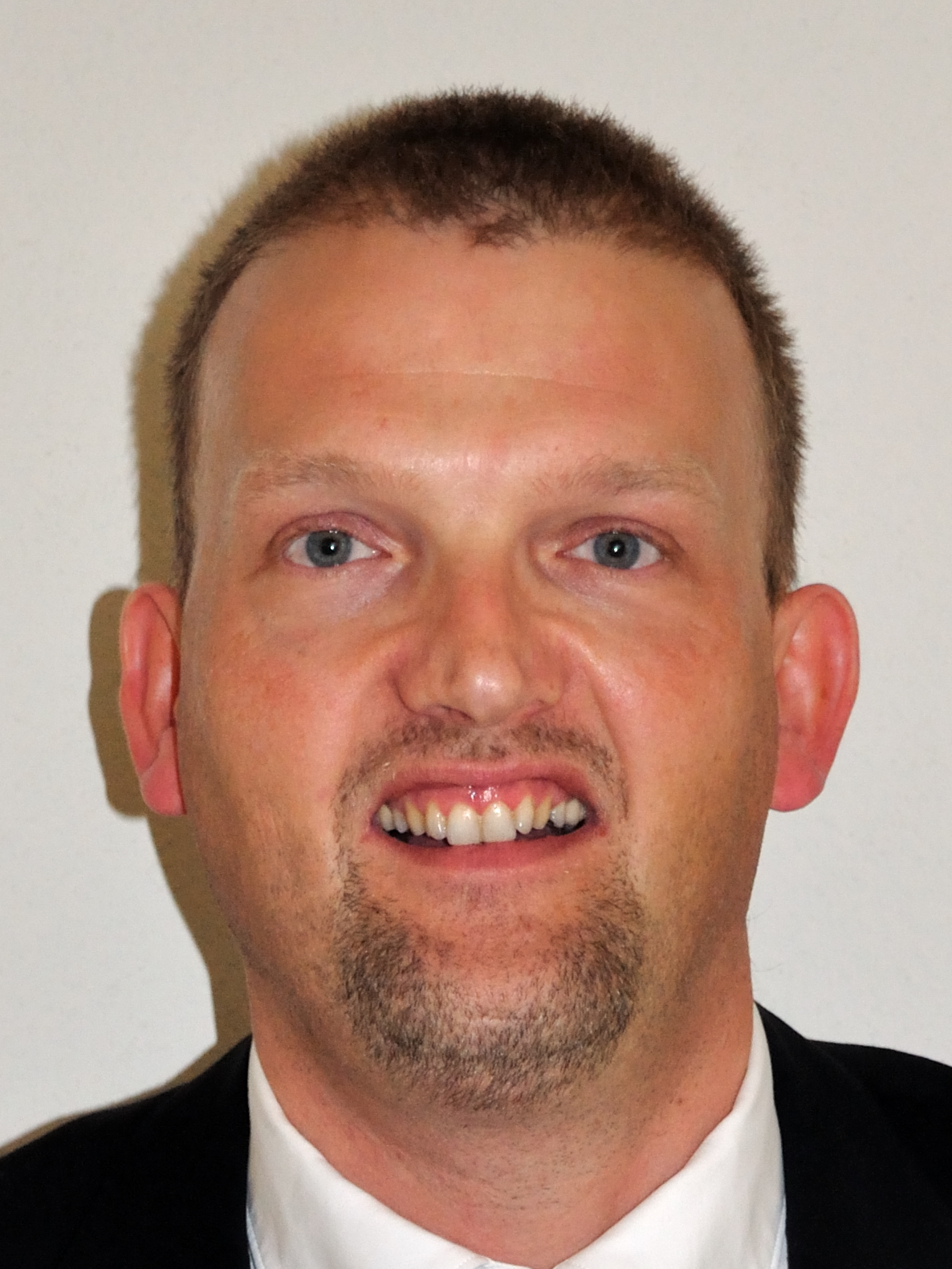
Wolfgang Kofler beim Bundeskongress des Deutschen Altphilologenverbandes 2010 in Freiburg im Breisgau.

Wolfgang Kofler (* 19. September 1970 in Bozen) ist ein italienischer Altphilologe.

## Leben
Nach dem Besuch des Franziskanergymnasiums Bozen absolvierte Kofler von 1989 bis 1994 ein Studium der Klassischen Philologie an den Universitäten Innsbruck und Tübingen, das er mit einer Diplomarbeit über den Apollonhymnos des Kallimachos abschloss. Nach Ableisten des Zivildienstes 1994/1995 vertiefte er seine Studien an der Universität Heidelberg. Von 1996 bis 2001 arbeitete er als Lehrer für Latein, Griechisch und Deutsch an Humanistischen Gymnasien in Bozen und Meran. 2001 wurde er in Innsbruck mit der Dissertation Aeneas und Vergil. Untersuchungen zur poetologischen Dimension der Aeneis promoviert.
Danach arbeitete Kofler weiterhin als Lehrer am Humanistischen Gymnasium Bozen, gleichzeitig aber auch als Universitäts-Assistent am Institut für Sprachen und Literaturen der Universität Innsbruck, wo er Mitherausgeber des Anzeigers für die Altertumswissenschaft war. 2008 habilitierte er sich mit einer Schrift zum Thema Epigrammata Bobiensia. Text, Übersetzung und Kommentar. Von September 2009 bis September 2012 hatte er eine W3-Professur für Klassische Philologie (Latinistik) an der Universität Freiburg inne. Seit Oktober 2012 ist er Professor für Klassische Philologie mit Schwerpunkt Neulatein an der Universität Innsbruck. Im Juli 2013 wurde er zum Mitglied des Qualitätssicherheitsrates für Pädagoginnen- und Pädagogenbildung in Österreich ernannt.
Koflers Forschungsschwerpunkte sind die alexandrinische und augusteische Dichtung, das Epos, das Epigramm, Neulatein, die Rezeptionsgeschichte und die Fachdidaktik.

## Schriften
- Aeneas und Vergil. Untersuchungen zur poetologischen Dimension der Aeneis (= Bibliothek der klassischen Altertumswissenschaften. Band 111). Winter, Heidelberg 2003, ISBN 3-8253-1330-1.
- mit Martin Korenjak, Florian Schaffenrath (Hrsg.): Gipfel der Zeit – Berge in Texten aus fünf Jahrtausenden. Karlheinz Töchterle zum 60. Geburtstag. Rombach, Freiburg im Breisgau 2010, ISBN 978-3-7930-9636-8.